# Lőw Tibor
Lőw Tibor (Budapest, 1873. december 27. – Budapest, 1941. szeptember 5.) ítélőtáblai tanácselnök, jogi író. Lőw Tóbiás jogász, szakíró fia, Lőw Lipót szegedi főrabbi unokája. Nagybátyjai Loew N. Vilmos ügyvéd, újságíró, Lőw Sámuel főorvos, balneológus és Lőw Immánuel főrabbi.

## Élete
Lőw Tóbiás (1844–1880) főügyész-helyettes és Hürsch Emma (1852–1927) elsőszülött gyermeke. Egyetemi tanulmányait Budapesten és Lipcsében végezte, majd ügyvédi és bírói vizsgát tett. 1899-től bírósági szolgálatot teljesített. 1921-ben a budapesti királyi törvényszéken tanácselnöki kinevezést kapott. 1929 és 1940 között budapesti ítélőtáblai tanácselnökként működött. Elsősorban kereskedelmi joggal foglalkozott, számos kommentárt is írt. Szerkesztette a Jogtudományi Közlöny című folyóirat melléklapjaként megjelent Hiteljogi Döntvénytár című időszakos döntvénygyűjteményt (1917–1934).

## Magánélete
Felesége Nathan Elza volt, Nathan Mór és Troppauer Róza lánya, akivel 1919. szeptember 23-án Budapesten kötött házasságot.
Gyermekei
- Lőw Éva
- Lőw Hanna

## Munkái
- Das ungarische Handelsgesetz. G. A. XXXVII: 1875 (Budapest, 1924)
- A korlátolt felelősségű társaság és a csendes társaság tőrvényének magyarázata (Budapest, 1940)